# Mecynidis laevitarsis
Mecynidis laevitarsis är en spindelart som beskrevs av Miller 1970. Mecynidis laevitarsis ingår i släktet Mecynidis och familjen täckvävarspindlar.
Artens utbredningsområde är Angola. Inga underarter finns listade i Catalogue of Life.